# 곽동열
곽동열(1955년 5월 10일 ~)은 빙그레 이글스에서 뛰었던 전 야구 선수다.

## 출신 학교
- 경남고등학교
- 동아대학교

## 같이 보기
- 빙그레 이글스 연도별 선수 명단